# Vicente Arraya
Vicente Arraya Castro (Oruro, 25 gennaio 1922 – Santa Cruz de la Sierra, 21 novembre 1992) è stato un calciatore boliviano, di ruolo portiere.

## Carriera
Prese parte con la Nazionale boliviana ai Mondiali del 1950.
Disputò inoltre con la Bolivia il Campeonato Sudamericano nel 1945, nel 1946, nel 1947 e nel 1949.